# José Guilherme Rato de Melo e Castro
José Guilherme Rato de Melo e Castro (Conceição, Covilhã, 28 de maio de 1914 — Lisboa, 27 de setembro de 1972) foi um advogado e juiz conselheiro do Tribunal de Contas português.
Era filho de Guilhermino de Melo e Castro e de Maria do Nascimento Matos Rato Melo e Castro, ambos naturais da Covilhã.
A 21 de janeiro de 1948, casou na igreja paroquial de São Mamede, em Lisboa, com a proprietária Ada Maria Ana Pidwell Costa (Santiago do Cacém, Santiago do Cacém, c. 1912), filha de Francisco Arrais Falcão Beja da Costa, também natural de Santiago do Cacém, e da proprietária Ada Marian de Campos Pidwell, natural de Sines. Celebrou o casamento o então bispo de Beja, D. José do Patrocínio Dias, conterrâneo do noivo.
Exerceu importantes funções políticas durante o Estado Novo, entre as quais governador civil do Distrito de Setúbal (1944-1947), Subsecretário da Estado da Assistência Social (1954-1957), presidente da comissão executiva da União Nacional (1968-1972) e deputado à Assembleia Nacional da V à X legislaturas (1949-1972). Considerado o mais liberal dirigente da União Nacional, devendo-se-lhe terem nas listas de 1969 sido eleitos deputados membros da Ala Liberal.